# Črna legenda
Črna legenda (špansko leyenda negra) je izraz, ki se uporablja za označevanje tendencioznih, neobjektivnih zgodovinskih zapisov ter za poimenovanje negativne propagande, ki demonizira Španijo, špansko ljudstvo ali kulturo z namenom v mednarodnem prostoru poškodovati ugled Španije. Razširjanje protišpanskega razpoloženja sega v 16. stoletje, ki je bilo obdobje močnega rivalstva med evropskimi kolonialnimi silami. Izraz so pogosto uporabljali predvsem številni nešpanski zgodovinarji, še posebej protestantski. Prvotno je bil izraz povezan s kritičnostjo do Španije 16. stoletja in s proti protestantom usmerjeno politiko kralja Filipa II. (vladal 1556–1598), kasneje pa je ga je populariziral španski zgodovinar Julián Juderías v knjigi La Leyenda Negra (Črna legenda).
Izraz črna legenda je sicer skovala in prvič uporabila galicijska pisateljica in aristokratka Emilia Pardo Bazán na predavanju v Parizu 18. aprila 1899, za njo pa Vicente Blasco Ibáñez na predavanju v Buenos Airesu leta 1909, za očeta izraza pa velja španski poliglot in pisatelj Julián Juderías, ki je prvi napisal obsežnejše delo na to temo. Njegova knjiga Črna legenda in zgodovinska resnica (špansko La leyenda negra y la verdad histórica), objavljena leta 1914, je kritično delo, ki razlaga, kako so tovrstna dela pristranskega zgodovinopisja predstavljala Španijo v izrazito negativni luči in namenoma prezrla njene pozitivne dosežke. Poznejši pisci so podprli in nadaljnje razvili Juderíasovo kritično pisanje. Leta 1958 je tako Charles Gibson pojasnil, da sta bila Španija in Španski imperij v zgodovinskem kontekstu predstavljena kot »pretirano kruta, fanatična, izkoriščevalska in licemerska glede na realno stanje«.
Črna legenda je bila močno razširjena v Združenih državah Amerike v 19. stoletju. Pri življenju jo je ohranjala Mehiška vojna iz leta 1846, zaradi katere se je pojavila potreba po ukvarjanju s špansko govorečo, a rasno mešano populacijo znotraj njenih meja. Razširjenost legende je dosegla svoj vrh med špansko-ameriško vojno leta 1898, ko je bila objavljena nova izdaja knjige o uničenju Zahodnih Indij, katere avtor je Bartolomé de Las Casas.

## Definicije
Juderías v svoji knjigi črno legendo opredeli kot
»kontekst, ustvarjen s pomočjo neverjetnih zgodb o naši domovini, ki so z objavo ugledale luč sveta v vseh deželah, groteskni opisi, ki so vselej nastajali v zvezi z značajem Špancev kot posameznikov in skupnosti, zanikanje ali vsaj sistematično nepoznavanje vsega, kar je pozitivno in lepo pri različnih pojavnih oblikah španske kulture in umetnosti, obtožbe, ki so v vsaki dobi letele na Španijo«.— Julian Juderías, La leyenda negra
Zgodovinar Philip Wayne Powell v Drevesu sovraštva (Tree of Hate) poda naslednjo definicijo črne legende:
»Po Evropi poznega 16. stoletja je krožila podoba Španije, porojena iz politične in verske propaganda, ki je očrnila značaj Špancev in njihovega vladarja do te mere, da je Španija postala simbol vseh oblik zatiranja, brutalnosti, religiozne in politične nestrpnosti ter intelektualne in umetniške zaostalosti za naslednja štiri stoletja. Španci so ta proces in podobo, ki je izšla iz njega, poimenovali »črna legenda«, »la leyenda negra«.« — Philip Wayne Powell, Tree of Hate (1985)
Eden od novejših avtorjev, Fernández Álvarez, je črno legendo opredelil širše:
»Temeljito izkrivljanje zgodovine nekega naroda, ki ga zakrivijo njegovi sovražniki, da bi si ta narod lažje podvrgli. To izkrivljanje je tako popačeno kot je le mogoče in ima poseben cilj: moralno diskvalifikacijo naroda v premoči, ki mora biti na vsak način premagan.«— kot navedeno v knjigi Alfreda Alvarja, La Leyenda Negra (1997:5)

Definicija Williama S. Maltbyja je kratka in jedrnata:
"Črna legenda je mnenje, da so Španci inferiorni v primerjavi z drugimi Evropejci v tistih lastnostih, ki jih imamo za civilizirane."

Jasna in zgoščena je tudi definicija, ki jo ponudi Slovar Španske kraljeve akademije (DRAE):
"mišljenje, usmerjeno proti španskemu, razširjeno od 16. stoletja dalje" ter "nenaklonjeno in posplošeno mnenje o nekom ali nečem, ponavadi neutemeljeno". 
María Elena Roca Barea v knjigi Imperiofobia y leyenda negra. Roma, Rusia, Estados Unidos y el Imperio español opozori, da je izraz črna legenda tako močno povezan s protišpansko propagando, da besedna zveza črna legenda niti ne potrebuje več prilastka "španska". "Black legend, legènde noir, leggenda nera... se po definiciji nanašajo na špansko črno legendo in jih ponavadi ne spremlja pridevnik." Izraza črna legenda in protišpanska propaganda sta se skoraj izenačila v pomenu po objavi Juderíasove knjige. Izraz se sicer uporablja tudi v drugih kontekstih, ne samo v španskem: nanaša se lahko na Ruse, državljane Združenih držav Amerike, prebivalce otomanskega imperija itd., poleg uporabe v kontekstu imperijev pa prihaja tudi do njegove uporabe v zvezi z različnimi osebnostmi in dogodki. Toda Roca Barea posebej opozarja na avtomatizirano povezovanje črne legende s Španijo in njeno zgodovino, na kar opozarja že raba besede sama po sebi: "Kadar govorimo o ruski ali japonski ali napoleonski črni legendi, se izraz razume v navezavi na našo (špansko) zgodovino in na špansko črno legendo, v španščini in v drugih jezikih. Potrebno je dodati pridevnik "ruska", "japonska" ali "napoleonska". V nasprotju s tem pa se besedna veza "črna legenda" nanaša neposredno na Španijo."

## Črna legenda in zlata legenda
Izraz "črna legenda" se rodi iz podobne, a po pomenu nasprotne besedne zveze: "zlata legenda". Gre za protipomenko, ki izhaja iz knjige dominikanca Santiaga de la Vorágine (1230 – 1298) z naslovom Legenda sanctorum o Legenda aurea, ki je zbirka hagiografij in je med poznim srednjim vekom in renesanso doživelo izjemno priljubljenost in preko prevodov v angleščino, francoščino, italijanščino, francoščino in španščino doseglo širok krog bralcev, doživelo pa je tudi neusmiljene kritike s strani erazmizma. Čudovite freske, oltarne slike in druga slikarska dela Fra Angelica, Luca Signorellija in Piera della Francesca se izvorno navdihujejo prav pri de la Voráginu, in zaradi ostrih kritik ni bilo delo nič manj brano. Španski prevodi in izdaje dela Legenda aurea so se imenovali Flos sanctorum. Romantika je s svojim navdušenjem nad srednjim vekom ponovno oživela zanimanje za Legendo aureo, zato je bil izraz "pozlačena legenda" (šp. legenda dorada) ali "zlata legenda" (šp. legenda áurea) z lahkoto prepoznaven v navezavi na besedilo, v katerem je bil hkati njegov izvor. Za avtorico knjige Imperiofobia y leyenda negra. Roma, Rusia, Estados Unidos y el Imperio español Marío Eleno Roca Barea je pomenljivo, da se pri treh avtorjih, ki med prvimi razpravljajo o črni legendi – pri Arthurju Lévyju, Cayetanu Solerju in Emilii Pardo Bazán – besedna zveza "črna legenda" pojavi neposredno za zvezo "zlata legenda", razlog za to pa je, da je izraz črna legenda "še vedno zelo povezan z izrazom zlata legenda, iz katerega izvira kot njegov nasprotni pol in antiteza".

## Izvori protišpanskega razpoloženja
Z razširjanjem in krepitvijo španskega imperija se je v številnih delih Evrope začelo pojavljati proti Špancem usmerjeno razpoloženje. Preko habsburške krone je Španija vladala nad večino Evrope, vključno z današnjo Belgijo, Nizozemsko, Avstrijo in deli Italije. Leta 1555 je papež Pavel IV opisal Špance kot "krivoverske, razkolniške, preklete od Boga, potomce Judov in Judov, spreobrnjenih v krščanstvo, največje izmečke na svetu". Med 80-letno vojno je angleška in holandska propaganda opisovala Špance kot krvoželjne barbare, pri čemer se je napajala pri rasnih stereotipih, ki je Špance po podobnosti povezovala z Arabci. V naslednjih stoletjih so protišpanski stereotipi na široko krožili predvsem v angleško, holandsko in nemško govorečih delih Evrope. Ta propaganda je prikazovala pretirane različice zlih dejanj španskega ravnanja v kolonijah in španske inkvizicije.
V  18. stoletju je filozof Immanuel Kant kljub temu, da ni nikoli obiskal Španije, izjavil, da je "slaba stran Španca ta, da se ne uči od tujcev; da ne potuje, da bi se seznanil z drugimi narodi; da za stoletja zaostaja v znanosti. Upira se vsaki reformi; ponosen je, da mu ni treba delati; njegov duh se nagiba k romantičnosti, kot je mogoče razbrati iz bikoborb; je krutega značaja, kakor razkrivajo nekdanji auto-da-féji; v njegovem okusu je razviden deloma neevropski izvor". Zgodovinar Walter Mignolo je zagovarjal misel, da je črna legeda tesno povezana  rasno ideologijo, tako pri uporabi mavrske zgodovine Španije z namenom, da bi opisal Špance kot rasno omadeževane kot pri tem, kako je ravnanje z Afričani in južnoameriškimi staroselci med španskim kolonialnim obdobjem začelo določati njihov moralni značaj.
Zgodovinar Sverker Arnoldsson iz Univerze v Gothenburgu je v svoji knjigi The Black Legend. A Study of its Origins je v nasprotju z ostalimi avtorji, ki nastanek črne legende pripisujejo 16. stoletju, njen  izvor postavil v srednjeveško Italijo. Arnoldsson citira študije Benedetta Croceja in Artura Farinellija v podkrepitev trditev, da je bila Italija med 14. in 16. stoletjem izredno sovražna Španiji.
Arnoldssonovim teorijam so nasprotovali številni zgodovinarji. Njihovi ugovori njegovi teoriji so bili v splošnem sledeči:
1. To, da so najzgodnejši protišpansko usmerjeni zapisi nastali v Italiji, še ni zadosten razlog, da bi Italijo opisovali kot zibelko črne legende. Italijanska naperjenost proti Špancem je razumljiva reakcija naroda, ki je bil pod tujo oblastjo.
2. Besedna zveza "črna legenda" kaže na določeno "tradicijo", ki pa v italijanskih zapisih, ki so predvsem odziv  na prisotnost španskih čet v takratnem času, ni obstajala.

William S. Maltby prav tako dokazuje, da ni povezave med kritiko Španije s strani Italije in kasnejšimi oblikami črne legende na Nizozemskem in v Angliji.

## Španska kolonizacija Amerik
V procesu evropske kolonizacije Amerike, ki je trajal več kot tri stoletja, Španija je sprejela nekaj zakonov za zaščito staroselskih Američanov. Že leta 1512 so stopili v veljavo Zakoni iz Burgosa, ki so nadzorovali in urejali obnašanje Evropejcev v Novem svetu s prepovedjo trpinčenja domorodcev in omejevanjem moči enkomenderov oziroma lastnikov zemlje. Leta 1542 so Novi zakoni razširili in korigirali prejšnjo zbirko zakonov z namenom, da bi izboljšali njihovo uporabo. Čeprav vsi ti zakoni na vseh ameriških ozemljih pogosto niso bili upoštevali, so odražali voljo voljo takratne španske kolonialne vlade, da bi zavarovali pravice avtohtonih prebivalcev.
Kolonizacija je tudi v sami Španiji pripeljala do razprav v zvezi z ravnanjem in pravicami domorodcev v Amerikah. Leta 1552 je dominikanski redovnik Bartolomé de las Casas objavil delo Brevísima relación de la destrucción de las Indias (Kratka pripoved o uničenju Indij), poročilo o izgredih, ki so jih zagrešili lastniki zemlje in nekateri uradniki  med obdobjem zgodnje kolonizacije Nove Španije, predvsem na otoku Hispaniola (danes Haiti in Dominikanska republika). Pričevanja iz tistega časa obtožujejo Kolumba brutalnosti proti avtohtonim prebivalcem in prisilnega dela. Las Casas, ki je spremljal Kolumba na njegovem drugem potovanju, je opisal Kolumbovo ravnanje z domorodci v Zgodovini Indij. Las Casasovo pisanje nekateri zgodovinarji vidijo kot pretirano in pristransko. Njihovo protišpansko mnenje so izkoristili pisci iz dežel španskih tekmecev kot pripravno osnovo za zgodovinopisje na temo črne legende. Predhodno se je to zgodilo že pri flamski protišpanski propagandi med 80-letno vojno. Danes nekateri strokovnjaki še vedno razpravljajo o tem, v kolikšni meri so Las Casasovi opisi španske kolonizacije upravičeni ali povsem pretirani. Zgodovinar Lewis Hanke tako meni, da je Las Casas pretiraval pri poročanju o grozodejstvih in tako prispeval k propagandi črne legende. Zgodovinar Benjamin Keen nasprotno meni, da je Las Casasovo poročanje bolj ali manj točno. V monografiji Charlesa Gibsona iz leta 1964 The Aztecs under Spanish Rule (Azteki pod špansko vlado), prvi izčrpnejši študiji dokumentarnih virov o odnosih med Indijanci in ŠPanci v Novi Španiji (kolonialni Mehiki) pride do zaključka, da "črna legenda gradi na zapisih namernega sadizma. Cveti v ogorčenem ozračju, v katerem se sporno vprašanje izmakne kategoriji objetivnega razumevanja. Institucij kolonialne zgodovin ne pojasnjuje v zadostni meri."
To kruto ravnanje z ameriškimi Indijanci, ki je bilo pogosto v mnogih kolonijah v obeh Amerikah, je bilo uporabljeno kot propaganda v pisnih delih med seboj tekmujočih evropskih sil z namenom, da bi obrekovali in ustvarili sovražno razpoloženje nasproti Španskem imperiju. Las Casasovo delo je bilo prvič citirano v angleščini z objavo dela The Spanish Colonie, or Brief Chronicle of the Actes and Gestes of the Spaniards in the West Indies (Španska kolonija ali kratka kronika ravnanj in dejanj Špancev v Zahodnih Indijah) v času, ko se je Anglija pripravljala na vojno proti Španiji in Nizozemski. Pristranska, neobjektivna uporaba takšnih del, ki je vključevala izkrivljanje ali pretiravanje v vsebinskem smislu, sestavlja del protišpanske zgodovinske propagande ali črne legende.
Iz perspektive zgodovine in kolonizacije Amerik so bile vse evropske velesile (in ne le Španija), ki so kolonizirale Ameriko, kot so Anglija, Portugalska, Nizozemska in druge, krive trpinčenja in krutega ravnanja z avtohtonimi prebivalci. Kolonialne sile so bile obtožene genocida v Združenih državah Amerike, Avstraliji in Kanadi.